# Сотнікова Тетяна Юріївна
Тетяна Юріївна Сотнікова (рос. Татьяна Юрьевна Сотникова; народилась 20 січня 1981 у м. Москві, Росія) — російська хокеїстка, нападаюча. Виступає за «СКІФ» (Нижній Новгород). Майстер спорту міжнародного класу.

## З життєпису
В ХК «СКІФ» грає з 2000 року. Шестиразова чемпіонка Росії, дворазовий срібний призер чемпіонату Росії, володар Кубка Європейських чемпіонів (2009), срібний (2005) і бронзовий (2006) призер Кубка Європейських чемпіонів, бронзовий призер чемпіонату світу 2001. Учасниця зимових Олімпійських ігор 2002 у Солт-Лейк-Сіті, зимових Олімпійських ігор 2006 у Турині і зимових Олімпійських ігор 2010 у Ванкувері.
Закінчила Російський державний університет фізичної культури, спорту і туризму за спеціальністю «Фізична культура і спорт».